# Nagybaracska
Nagybaracska község Bács-Kiskun vármegye Bajai járásában.

## Fekvése
Nagybaracska a Duna-Tisza közének délnyugati csücskében fekszik a Bácska területén. Nyugati része közvetlenül a Ferenc-csatorna keleti partján található, amely elválasztja a Mohácsi-szigettől. Vízrajzi viszonyait meghatározó módon befolyásolja a Duna közelsége. A talajvízszint meglehetősen magas, állandó összefüggésben van a folyam vízszintjének változásával. Sok helyen tör fel a belvíz, küzdenek ellene a helyiek már több száz éve. A Margitta-(Mohácsi-)szigetet csatornarendszerek kiépítésével próbálják a belvíztől mentesíteni. A csatornák zsilipeken és szivattyúkon keresztül főgyűjtőkben egyesülnek, majd a főgyűjtők elérik a Ferenc-csatornát és a Nagy-Dunát. A magasabban fekvő részek azonban belvízmentesek, igen jó termőtalaj (öntéstalaj) képződött az árvizek által lerakott hordalékon. A Ferenc-csatorna a trianoni békeparancs után elvesztette jelentőségét, a határ kettévágta. Ennek következtében a korábbi élénk hajóforgalom megszűnt rajta. Ma a meder erősen feltöltődött, sok helyen mocsári növényzet látható. A községi önkormányzat (összefogva a környéki településekkel) megkísérelte kitisztíttatni, kevés sikerrel.
A szomszédos települések: észak felől Bátmonostor, kelet felől  Csátalja, dél felől Dávod, nyugat felől Dunafalva; délnyugati irányból pedig a Duna túlsó, jobb partján fekvő Mohácshoz tartozó területek határolják.

### Megközelítése, közlekedése
Legfontosabb közúti megközelítési útvonala az 51-es főút, ezen érhető el – Baja érintésével – az ország távolabbi részei felől éppúgy, mint a déli országhatár irányából is. Moháccsal és a városnak a Mohácsi-sziget területén elhelyezkedő településrészeivel az 5107-es út köti össze. Vasútvonal nem érinti.
Közúti távolságok Nagybaracskától: az 51-es úton (észak felé): Baja 17 km, Kalocsa 59 km, Budapest 177 km; (dél fele): Hercegszántó (országhatár) 15 km, Zombor 42 km (Szerbiában 17-1 út);
Mohács 19 km, Dunafalva 17 km,
az 57-es úton: Pécs 56 km;
51-es + 54-es úton: Kecskemét 112 km;
51-es + 55-ös úton: Szeged 118 km
Rendszeres az autóbusz-forgalom Baja, illetve Hercegszántó irányába; járatok indulnak Mohácsra, Dunafalvára és Hódunára is.

## Története
Nevével már 1318-ban találkozunk az okiratokban. Amikor ugyanis Becsei Imre királyi adományképpen megkapja Bátmonostort, a bodrogi főispán a határkőjelölés alkalmával egy Barascha nevű faluról is említést tesz. 1416-ban Töttös birtokaként van említve. 1455-ben a bácsi káptalan Nagyvölgyi Lászlót iktatta be az őt megillető birtokrészbe. 1466-ban még a Töttösöké. Töttösi Lászlónak halála s a családnak magvaszakadta után a Várdaiéké lett örökszerződés címén. Ugyanebben a században a szekcsői Herczeg családnak is van itt része, 1472-ben pedig a Geszti család is földesúr itt. 1482-ben egyes részei zálogban voltak a Czobor család birtokában, Baracska az 1522. évi dézsmajegyzékben is fel van tüntetve. 1533-ban Kisvárdai István leánya Apafiné Borbála baracskai birtokrészét Pusztaszentmihályi Tamásnak adta el.
A török defterek a bajai nahijében sorolják fel Baracskát az 1580 és 1590-ben 13 adózó házzal. 1658-ban a nádor Serényi Pálnak adományozta. Bács vármegye első összeírásában, 1699-ben Baracska is fel van említve 26 gazdával, 1714-ben 22 szerb gazdát és egy bírót sorolt fel az összeírás, 1727-ben pedig 40 adófizetőt említ meg és megemlíti, hogy szerb pap is volt a községben.
Baracskából többen a szomszédos Beloberdo pusztán telepedtek le. Nem lehetetlen, hogy a mai Baracska ennek a helyén van. 1743-ban az újra telepített Baracskát Tótinának is nevezik, ez a 13. században keletkezett Tóti helység elszlávosodott alakja, ma már a baracskai határba olvadt.
1743-ban Baracskán vesszőből építettek katolikus templomot, amelynek helyén aztán 1789-ben állandó anyagból készült templom épült.
1760. években erősen özönlöttek ide magyar lakosok, ezért a szerbek inkább Stanisityóba költöztek. Az 1768. évi okiratok szerint 182 család lakta. Úrbéri rendezés 1772-ben volt itt. 1838-ban nagy árvíz öntötte el a községet. 1848 előtt a királyi kincstár volt a község földesura.
Az 1900. évi népszámláláskor 4149 lélek lakta 751 házban, anyanyelvük szerint ezek közül 3819 volt magyar, 253 német, 1 szerb, 76 egyéb. Vallás szerint 4033 római katolikus, 4 ortodox, 5 ágostai evangélikus, 92 izraelita, 15 egyéb. (Ma a lakosság 3926 lelket számlál, akik mind magyarok.) Területi határa 7996 hold. Postája, távírója helyben, vasúti állomása Garán van.
A község főjegyzője dr. Nagy Gábor, a. ü. jegyző Mihler Boldizsár, a csendőrség parancsnoka Szarvas Ferenc tiszthelyettes, a római katolikus egyház élén Lengyel József plébános áll, az iskola igazgatója Klazsik Ferenc. A közegészségügyi szolgálatot dr. Jahn Vilmos és dr. Elchinger István látják el. Állatorvos Máté Gyula. Szülésznők: Grünfelder Anna, Szivi Mihályné és Lakatos Gáspárné. A postát Greschel Bódogné vezeti.
Van a községben R. K. Olvasókör, Gazdakör, Tűzoltó Egyesület, Levente Egylet, Polgári Lövész Egylet, Rokkant Egylet, Frontharcos és Vöröskereszt Egylet.
Itt működik az Országos Központi Hitelszövetkezet fiókja is.
1912-ben megépült a Baja–Bezdán–Zombor-vasútvonal, amely a települést is érintette – a vasútvonal 1972. december 31-vel szűnt meg.
1960. augusztus 20-án kezdte meg működését az új szélesvásznú mozi, amely községfejlesztési alapból a helybeli tanács támogatásával épült fel, akkori áron közel egymillió forintból. Ifj. Éber Sándor bajai művész freskója díszítette a mozi előterét. A nézőtéren a földszinten és a karzaton 285 fő számára volt hely. Bács-Kiskun megyében ez lett a 19. szélesvásznú mozi. Korábban csak keskenyfilmes mozi működött a községben. Az árban című csehszlovák-francia szélesvásznú filmet vetítették első alkalommal. Az eseményről a Magyar Filmhíradó 1960/35. száma számolt be. A mozi megszűnésének időpontja ismeretlen. 1992 májusában a helyi iskola tornatermévé akarták alakítani a mozi épületét, de a 200 négyzetméteres alapterület nem volt elég vonzó. 1993. február 5-én Kindertojás gyárat hoztak létre az épületben, miután januártól már próbaüzem során tesztelték a gyártást.
A község híres szülötte Sobri József, Magyarország örökös halfőző bajnoka.
Testvértelepülései: Szilágyi a Vajdaságban és Gyergyóújfalu Hargita megyében.

## Közélete

### Polgármesterei
- 1990–1994: Király Sándor (MDF-FKgP)[6]
- 1994–1998: Király Sándor (független)[7]
- 1998–2002: Király Sándor (MDF-FKgP-Fidesz-Nb. Gazdakör)[8]
- 2002–2006: Király Sándor (Fidesz-MDF)[9]
- 2006–2010: Király Sándor (Fidesz-KDNP-MDF)[10]
- 2010–2014: Király Sándor (Fidesz)[11]
- 2014–2019: Bögi István András (független)[12]
- 2019–2024: Bögi István András (független)[13]
- 2024– : Bögi István András (független)[1]

## Népesség
A település népességének változása:
| Lakosok száma | 2281 | 2268 | 2271 | 2218 | 2027 | 2034 | 1981 |
|               | 2013 | 2014 | 2018 | 2021 | 2022 | 2023 | 2024 |

A 2011-es népszámlálás során a lakosok 91%-a magyarnak, 5,3% cigánynak, 0,2% horvátnak, 1% németnek, 0,7% szerbnek mondta magát (8,6% nem nyilatkozott; a kettős identitások miatt a végösszeg nagyobb lehet 100%-nál). A vallási megoszlás a következő volt: római katolikus 78%, református 1,8%, evangélikus 0,2%, görögkatolikus 0,2%, felekezeten kívüli 4,8% (14,1% nem nyilatkozott).
2022-ben a lakosság 89,7%-a vallotta magát magyarnak, 5,1% cigánynak, 1,8% németnek, 0,5% szerbnek, 0,4% horvátnak, 0,1-0,1% ukránnak, örménynek és románnak, 1,7% egyéb, nem hazai nemzetiségűnek (9,7% nem nyilatkozott; a kettős identitások miatt a végösszeg nagyobb lehet 100%-nál). Vallásuk szerint 56,8% volt római katolikus, 1,4% református, 0,2% evangélikus, 0,1% görög katolikus, 0,8% egyéb keresztény, 2% egyéb katolikus, 7,2% felekezeten kívüli (31,2% nem válaszolt).

## Látnivalók
- A Szent Imre herceg tiszteletére szentelt, késő barokk stílusú templom 1789-ben épült. A második világháború során leégett, de sikerült eredeti formájában újjáépíteni. Vesszőből építettek egy kicsiny templomot ezen a helyen 1747-ben, amely két év múlva leégett. Még abban az évben felépítették az újat, majd 1789-ben már maradandó anyagból a mostanit. Azonban ez sem az eredeti, hiszen a II. világháborúban, 1943-ban egy katonai jelzőrakétától leégett, ezért újjá kellett építeni.
- A II. világháború áldozatainak emlékművét 1990-ben állítottak fel a Köztársasági emlékparkban.
- A római katolikus templom közelében áll az 1888-ban felállított Szent Rókus-szobor.
- A római katolikus templom előtt áll az 1857-ben készült barokk Szentháromság-szobor.
- Augusztusban tartják az országhatáron innen és túl is híressé vált Sobri Kupa Halfőző Versenyt.
- Novemberben tartják a község búcsúját, ahol kirakodóvásár is gazdagítja programot. (Imre napot követő első vasárnap)

## Ajánlott irodalom
- Hajdók Imre: A kamarai Baracska, 1742-1867  Önkormányzat, 2009. 141, [25] p. : ill., részben színes, részben térk. ; 29 cm
- Hajdók Imre: Barangolás Baracskán és környékén a 18. században   Önkormányzat 2004 107 p. : 29 cm
- Hajdók Imre: Falu és iskolája : (A Nagybaracskai iskola története 1948-ig) /Községi Önkormányzat, 1996  120 p. : 24 cm
- Hajdók Imre: "Kelt Bács-Baracskán…" / Kiadó: község Önkormányzata, 2000 207 p. : 24 cm
- Hajdók Imre, Kőhegyi Mihály: Nagybaracska földrajza és története 1848-ig Baja : Türr István Múzeum, 1976 280 p. : 24 cm
- Nagybaracska monográfiája Nagybaracska Község Önkormányzata. - Nagybaracska : Önkormányzat, 1996-. - 29 cm
- Bajai kistérség, 3301 Bácsbokod, Bácsborsód, Bácsszentgyörgy, Baja, Bátmonostor, Csátalja, Csávoly, Dávod, Dunafalva, Érsekcsanád, Érsekhalma, Felsőszentiván, Gara, Hercegszántó, Nagybaracska, Nemesnádudvar, Rém, Sükösd, Szeremle, Vaskút írta Erdmann Gyula. - Budapest : Száz M. Falu Könyvesháza Kht., 2004. - 163 p. 20 cm. - (Kincses könyvek)
- Házivászon felhasználása és díszítése Nagybaracskán, Bátmonostoron és Dávodon Báldy Bellosics Flóra [kiad. a] Népművelési Intézet. - Budapest : Népműv. Int., 1981 Budapest : Házi Ny. - 41 p. ill. 29 cm
- A régi népi takácsok élete Nagybaracskán és környékén Báldy Bellosics Flóra. - Baja : [s.n.], 1968 Kalocsa : Bács-Kiskun M. Ny. - 31 p., 24 t. 20 cm. - (A Bajai Türr István Múzeum kiadványai)
- Adatok Nagybaracska településtörténetéhez Kőhegyi Mihály. - Kecskemét : [s.n.], 1962 [Budapest] : SZOT soksz. - 76 p., 2 t. 20 cm. - (Népkutató füzetek A Szakszervezetek Bács-Kiskunmegyei Tanácsa tudományos és kulturális kiadványai)
- Egy bácskai őslakosságú magyar község tuberkulózis kérdése az 1947-50-ben elvégzett szűrővizsgálatok alapján [írták] Jancsin József [et al.]. - Budapest : Athenaeum Ny., 1954. - 7 p. 20 cm
- Szemelvények a szociofotó forrásaiból Népművelési Intézet válog., szerk., a dok. jegyz. ellátta Albertini Béla szerk. Pörös Géza. - Budapest : NI ; Nagybaracska : [Fotográfiai Alkotótelep], 1984-1989. - 29 cm
- A mi hazánk. Nagybaracskai Fotográfiai Alkotótelep 1981/1991 [szerk. és a szöveget írta Gera Mihály]. - [Budapest] : Intera, [1997] [Budapest] : Folpress Nyip. Kft. - 159 p. ill. 23 cm
- III. Nagybaracskai Fotográfiai Alkotótelep kiállítása [a katalógust szerk. Albertini Béla] [angol és orosz szöveg: Kiss Zsuzsa]. - [Nagybaracska] : [Nagybaracskai Fotográfiai Alkotótelep], [1983] Eger : Révai; Bp. : Mahír. - [36] p. ill. 30 cm [AN 000000518822]
- IV. Nagybaracskai Fotográfiai Alkotótelep Kiállítása [a katalógust szerk. Albertini Béla] [a kiállítást rend. Csillag Katalin] [ford. Kiss Zsuzsa]. - [Nagybaracska] : [Radnóti Művel. Közp.], [1985] Zalaegerszeg : Zalai Ny. - 36 p. ill. 29 cm [AN 000000521811]
- Az V. Nagybaracskai Fotográfiai Alkotótelep kiállítása. Budapest, Óbuda Galéria, 1986. május 27-július 6. (Kat. szerk. Albertini Béla. Kiáll. rend. Csillag Katalin). Bp : MAHIR, 1986 / 40 p. ; 30 cm
- VIII. Nagybaracskai Fotográfiai Alkotótelep, Baja 1988, kiállítása The exhibition of the 8th Nagybaracska Photographic Workshop, Baja, 1988 [a katalógust szerk. Kiss Márta] [. ford. László Zsófia]. - [Nagybaracska] : [Művel. Közp.], [1990] [Kecskemét] : Petőfi. - 39 p. ill. 30 cm
- IX. Nagybaracskai Fotográfiai Alkotótelep, Baja 1989, kiállítása The exhibition of the 9th Nagybaracska Photographic Workshop, Baja, 1989 [a katalógust szerk. Kiss Árpád] [angol szöveg László Zsófia]. - [Baja] : [Eötvös Tanítók. Főisk.], 1991 Kecskemét : Petőfi. - 48 p. ill. 30 cm
- Magyarország, 1:10 000 topográfiai térkép 1976/2003. Nagybaracska

Felújította és az EOTR-be átdolgozta a Pécsi Geodéziai és Térképészeti KFT. - [Budapest] : FVM Földügyi és Térképészeti Főosztály, 2001. - 1 térkl. színes 40x60 cm